# Amblyodipsas microphthalma
Espèce
Synonymes
- Calamaria microphthalma Bianconi, 1852

Statut de conservation UICN

 LC  : Préoccupation mineure
Amblyodipsas microphthalma est une espèce de serpents de la famille des Lamprophiidae. 

## Répartition
Cette espèce se rencontre dans le Sud du Mozambique et dans l'est de la Afrique du Sud.

## Liste des sous-espèces
Selon The Reptile Database (12 février 2014) :
- Amblyodipsas microphthalma microphthalma (Bianconi, 1852)
- Amblyodipsas microphthalma nigra Jacobsen, 1986

## Description
C'est un serpent venimeux.

## Publications originales
- Bianconi, 1852 : Specimina Zoologica Mosambicana - Fasc. IV, p. 1-8 (texte intégral).
- Jacobsen, 1986 : A new subspecies of Amblyodipsas microphthalma (Bianconi, 1850) (Serpentes: Colubridae) from the Transvaal. Annals of the Transvaal Museum, vol. 34, p. 123–127 (texte intégral).